# D’Brickashaw Ferguson
D’Brickashaw Montgomery Ferguson (* 10. Dezember 1983 in New York City) ist ein ehemaliger US-amerikanischer American-Football-Spieler auf der Position des Centers. Er spielte seine gesamte Karriere für die New York Jets in der National Football League (NFL).

## Frühe Jahre
Ferguson ging auf die High School in Freeport, New York. Später ging er auf die University of Virginia.

## NFL
Ferguson wurde im NFL-Draft 2006 in der ersten Runde an vierter Stelle von den New York Jets ausgewählt. Hier spielte er bis zur Saison 2015. Er startete jedes Spiel in seinen zehn Jahren bei den Jets (160). Nach den Spielzeiten 2009, 2010 und 2011 wurde er für den Pro Bowl nominiert.

## Persönliches
Fergusons Vorname lehnt sich an einem Charakter des Romans Die Dornenvögel an.
In seiner Heimatstadt Freeport wurde eine Straße im Jahr 2009 D’Brickashaw Ferguson Way genannt.
Fergusons Vater Ed Ferguson Sr. war ein Einwanderer von den Bahamas.